# Championnat de Tchécoslovaquie masculin de volley-ball
 (signalé en août 2025).
Si vous disposez d'ouvrages ou d'articles de référence ou si vous connaissez des sites web de qualité traitant du thème abordé ici, merci de compléter l'article en donnant les références utiles à sa vérifiabilité et en les liant à la section « Notes et références ».
- Archive Wikiwix
- Bing
- Cairn
- DuckDuckGo
- E. Universalis
- Gallica
- Google
- G. Books
- G. News
- G. Scholar
- Persée
- Qwant
- (zh) Baidu
- (ru) Yandex
- (wd) trouver des œuvres sur Wikidata

## Historique
- À la suite de la dislocation de la Tchécoslovaquie, ce championnat n'existe plus depuis 1992.

## Palmarès
| - 1924 : Strakova Akademie Prague - 1925 : Vysokoskoly VK Prague - 1926 : Vysokoskoly VK Prague - 1927 : Strakova Akademie Prague - 1928 : Strakova Akademie Prague - 1929 : Sokol Kromeriz - 1930 : Strakova Akademie Prague - 1931 : Strakova Akademie Prague - 1932 : Sokol Kromeriz - 1933 : VS Marathon Prague - 1934 : VO Sumter - 1935 : Sokol Plzen V - 1936 : Sokol Kromeriz - 1937 : Sokol Vysocany - 1938 : Sokol Vysocany - 1939 : Sokol Pardubice I - 1940 : SK Philips Prague - 1941 : SK Philips Prague - 1942 : SK Viktorie Plzen - 1943 : SK Philips Prague - 1944 : SK Pardubice - 1945 : SK Philips Prague - 1946 : SK Zidenice Brno - 1947 : SK Zivot Prague - 1948 : Sokol Kolin | - 1949 : Sokol Kolín - 1950 : ATK Prague - 1951 : ATK Prague - 1952 : ATK Prague - 1953 : UDA Prague - 1954 : UDA Prague - 1955 : Slavia Prague - 1956 : Slavia Prague - 1957 : Slavia Prague - 1958 : Slavia Prague - 1959 : Slavia Prague - 1960 : Dukla Kolin - 1961 : Dukla Kolin - 1962 : Lokomotiva Prague - 1963 : Dukla Kolin - 1964 : Slavia Prague - 1965 : Spartak Brno - 1966 : Ruda Hvezda Prague - 1967 : Spartak Brno - 1968 : VZKG Ostrava - 1969 : Zetor Zbrojovka Brno - 1970 : Zetor Zbrojovka Brno - 1971 : Zetor Zbrojovka Brno - 1972 : Ruda Hvezda Prague - 1973 : Dukla Liberec | - 1974 : Zbrojovka Brno - 1975 : Dukla Liberec - 1976 : Dukla Liberec - 1977 : Aero Odolena Voda - 1978 : Cervena Hvezda Bratislava - 1979 : Cervena Hvezda Bratislava - 1980 : Dukla Liberec - 1981 : Cervena Hvezda Bratislava - 1982 : Ruda Hvezda Prague - 1983 : Dukla Liberec - 1984 : Ruda Hvezda Prague - 1985 : Ruda Hvezda Prague - 1986 : Ruda Hvezda Prague - 1987 : Aero Odolena Voda - 1988 : Aero Odolena Voda - 1989 : Ruda Hvezda Prague - 1990 : Zbrojovka Brno - 1991 : Olymp Prague - 1992 : Olymp Prague |